# Matthew White
Matthew ("Matt") White (Sydney, 22 februari 1974) is een voormalig Australisch wielrenner.
White maakte in 1996 zijn profdebuut bij Giant-AGU Sport en koerste daarna voor verschillende ploegen. In 2007 sloot hij zijn professionele wielerloopbaan af bij Discovery Channel. Als renner behaalde White onder andere een etappezege in de Ronde van Catalonië.
In 2012 werd White ploegleider bij GreenEdge. In oktober 2012 legde hij zijn functie voorlopig neer nadat hij bekende tijdens zijn actieve wielercarrière in dienst van US Postal doping te hebben gebruikt in de periode van 2001 tot 2004. Hij verklaarde: "Ik zat bij een ploeg, waar doping een onderdeel was van de strategie en daar was ik ook bij betrokken. Het spijt me dat ik mensen teleurgesteld heb. (...) Ik doe een stap terug zodat mijn ploeg en de bond een oordeel over mijn toekomst kunnen vellen." Hij werd uiteindelijk bij zowel GreenEdge en de Australische wielerbond ontslagen. Op 11 juni 2013 werd bekend dat White echter opnieuw aan de slag ging als ploegleider voor Orica-GreenEdge.
In 2004 coachte White zijn vrouw Jane Saville op de Olympische Zomerspelen van Athene naar een bronzen medaille op de 20 km snelwandelen.

## Belangrijkste overwinningen
1998
- Joseph Sunde Memorial

2002
- 1e etappe Ronde van Catalonië

2005
- 4e etappe Tour Down Under

## Resultaten in voornaamste wedstrijden
| Jaar | Ronde van Italië | Ronde van Frankrijk | Ronde van Spanje |
| ---- | ---------------- | ------------------- | ---------------- |
| 1998 | opgave           |                     |                  |
| 1999 |                  |                     |                  |
| 2000 | 101e             |                     |                  |
| 2001 |                  |                     | opgave           |
| 2002 |                  |                     | 129e             |
| 2003 |                  |                     | 127e             |
| 2004 |                  |                     | 119e             |
| 2005 | 117e             | 123e                |                  |
| 2006 | 102e             |                     |                  |
| 2007 | 105e             |                     |                  |

| Jaar | Milaan-San Remo | Gent-Wevelgem | Ronde van Vlaanderen | Parijs-Roubaix | Luik-Bast.‑Luik |  | WK op de weg |  | Wereldranglijsten |
| ---- | --------------- | ------------- | -------------------- | -------------- | --------------- |  | ------------ |  | ----------------- |
| 1998 |                 |               |                      |                |                 |  |              |  |                   |
| 1999 |                 |               |                      | opgave         |                 |  |              |  |                   |
| 2000 |                 |               | 66e                  | opgave         | 93e             |  |              |  |                   |
| 2001 | 47e             | 57e           | 51e                  |                |                 |  |              |  |                   |
| 2002 | 120e            | 82e           | 89e                  | opgave         |                 |  |              |  |                   |
| 2003 | 130e            |               |                      |                |                 |  |              |  |                   |
| 2004 | 69e             |               |                      |                |                 |  |              |  |                   |
| 2005 | 84e             |               |                      |                |                 |  |              |  |                   |
| 2006 | 116e            | 76e           |                      | 74e            |                 |  |              |  |                   |
| 2007 | 101e            | 66e           | 62e                  | opgave         |                 |  |              |  |                   |

## Ploegen
- 1996-Giant-Australian Institute of Sports
- 1997-ZVVZ-Giant-AIS
- 1998-Amore & Vita-Forzacore
- 1999-Vini Caldirola-Sidermec
- 2000-Vini Caldirola-Sidermec
- 2001-US Postal Service
- 2002-US Postal Service
- 2003-US Postal Service-Berry Floor
- 2004-Cofidis
- 2005-Cofidis
- 2006-Discovery Channel Pro Cycling Team
- 2007-Discovery Channel Pro Cycling Team